# Raffaele Giura Longo
Raffaele Giura Longo (Matera, 13 marzo 1935 – Matera, 16 marzo 2009) è stato un politico e storico italiano.

## Biografia
Nato a Matera nel 1935, da antica famiglia, si laureò in Lettere e Filosofia all'Università di Bari nel 1959.
Fece parte del gruppo di intellettuali che diede vita alla rivista Basilicata, e successivamente collaborò con le riviste Questitalia, Studi Storici, Critica Marxista, Rassegna Storica del Risorgimento, Risorgimento e Mezzogiorno (della quale fu vice-direttore e componente di redazione), Archivio Storico Pugliese e Bollettino Storico della Basilicata (del quale fu anche direttore in qualità di Presidente della Deputazione di Storia Patria per la Lucania).
Nella sua città fu prima insegnante alle scuole medie fino al 1972, per poi diventare preside degli istituti di istruzione superiore. Successivamente passò all'insegnamento di storia del Risorgimento all'Università di Bari, cattedra che conservò fino al 2005. In ambito accademico,fu presidente del Consorzio Universitario Materano e della Deputazione di Storia Patria per la Lucania.
Dopo essere stato eletto consigliere comunale di Matera nelle file del PCI, diventò prima deputato alla Camera (dal 1976 al 1983) e poi senatore (dal 1983 al 1987). In queste occasioni fu segretario dell'ufficio di presidenza della Camera dei Deputati sotto la presidenza di Nilde Jotti, poi membro della commissione inquirente e si impegnò per la legge n. 771 sui Sassi di Matera.
Nonostante gravi problemi di salute, si candidò - senza successo - alla carica di sindaco di Matera nelle elezioni del 2007. Morì, dopo breve malattia, nel 2009; i suoi funerali furono celebrati nella chiesa di San Francesco a Matera.

## Opere[4]
Volumi
- I beni ecclesiastici nella storia economica di Matera, Matera, Montemurro, 1961
- Matera, sassi e secoli, Matera, Galleria studio, 1966
- Clero e borghesia nella campagna meridionale, Matera, Basilicata, 1967
- Breve storia della città di Matera, Matera, BMG, 1981
- Le fonti della storia: demani e prefetti "comunisti" nella Basilicata dell'Ottocento, Matera, BMG, 1988
- La Basilicata moderna e contemporanea, Napoli, Edizioni del Sole, 1992
- A. VON HUMBOLDT, Saggio politico nella Nuova Spagna, a cura di R. Giura Longo e P. Rossi, Bari, Edipuglia, 1992
- La Basilicata: i tempi, gli uomini, l'ambiente, a cura di F. Boenzi-R. Giura Longo, Bari, Edipuglia, 1994
- Con Malaspina nei mari del Sud, a cura di R. Giura Longo e P. Rossi, Bari, Graphis, 1999
- La storiografia pugliese nella seconda metà dell'Ottocento, a cura di R. Giura Longo e G. De Gennaro, Bari, Levante, 2002

Articoli e saggi più importanti
- Borghesia rurale e vita economica a Matera all'inizio della dominazione borbonica, in Primo centenario dello stato italiano. Contributi e ricerche storiche a cura del comitato provinciale di Potenza dell'Istituto per la storia del Risorgimento italiano, Matera, Montemurro, 1961, 8 p.
- Le origini ed il popolamento dei Sassi di Matera, Matera, Montemurro, 1966, 31 p.
- Le finanze dei comuni meridionali dagli “Stati Discussi” del Tappia alla Giunta Austriaca del Buongoverno, in «Bollettino della biblioteca Provinciale di Matera. Rivista di cultura lucana», VII (1986), n. 12, pp. 3–23
- La Basilicata dal XIII al XVIII secolo, in Storia del Mezzogiorno, diretta da G. Galasso e R. Romeo, VI, Le province del Mezzogiorno, Napoli, Edizioni del Sole, 1987, pp. 331–408
- La Basilicata, in Storia del Mezzogiorno, diretta da G. Galasso e R. Romeo, XV/2, Le province del Mezzogiorno, Napoli, Edizioni del Sole, 1990, pp. 425–548
- La “Nuova scienza a Napoli” tra Settecento e Ottocento: il contributo delle province e della Basilicata, in Il Mezzogiorno e la Basilicata fra l'età giacobina e il decennio francese, a cura di A. Cestaro e A. Lerra, Venosa, Osanna, 1992, I, pp. 87–100
- Francesco Saverio Nitti, in Bollettino Storico della Basilicata, XIV (1998), n. 14, pp. 31–58
- I lucani nel dibattito prerivoluzionario a Napoli, in L' età rivoluzionaria e napoleonica in Lombardia, nel Veneto e nel Mezzogiorno: un'analisi comparata, a cura di A. Cestaro, Venosa, Osanna, 1999, pp. 251–264
- Fortuna e crisi degli assetti feudali dalla congiura dei baroni (1485) alla rivoluzione del 1647-48, in Storia della Basilicata, a cura di G. De Rosa e A. Cestaro, 3. L'Età moderna, a cura di A. Cestaro, Roma-Bari, Laterza, 2000, pp. 141–174
- Per una discussione sulle cause strutturali del fallimento rivoluzionario, in La rivoluzione napoletana del 1799 nelle province in relazione alle vicende storiche dell'Italia giacobina e napoleonica (1799-1815), a cura di A. Cestaro, Venosa, Osanna, 2002, pp. 79–88
- Società, politica e cultura in Basilicata alla vigilia della rivoluzione, in Patrioti e insorgenti in provincia. Il 1799 in Terra di Bari e Basilicata, a cura di A. Massafra, Bari, Edipuglia, 2002, pp. 441–454
- Dall'Unità al fascismo, in Storia della Basilicata, a cura di G. De Rosa e A. Cestaro, 4. L'Età contemporanea, a cura di A. Cestaro, Roma-Bari, Laterza, 2003, pp. 141–174
- A proposito di identità e storia: per un profilo della Basilicata, in Bollettino Storico della Basilicata, XXII (2006), n. 22, pp. 7–24
- La storia di Potenza tra memoria collettiva e vicenda regionale, in Potenza Capoluogo (1806-2006), S. M. Capua Vetere (CE), Spartaco, 2008, I, pp. 195–202
- Potenza capoluogo della Basilicata: la Restaurazione e il Risorgimento, in Potenza Capoluogo (1806-2006), S. M. Capua Vetere (CE), Spartaco, 2008, I, pp. 235–244
- Potenza in età liberale, in Potenza Capoluogo (1806-2006), S. M. Capua Vetere (CE), Spartaco, 2008, I, pp. 245–254
- Conclusioni. 2. I problemi di una lunga trasformazione, in Potenza Capoluogo (1806-2006), S. M. Capua Vetere (CE), Spartaco, 2008, II, pp. 1122–1125